# 趙氏黃姑魚
趙氏黃姑魚（學名：Nibea chaoi）是一種已滅絕的黃姑魚，化石出土於台灣新北市樹林區，該屬的模式標本是耳石化石。

## 詞源
種名取自魚類學家趙寧。